# Kairat Almaty Futsal Club
O Kairat Almaty Futsal Club (em Cazaque: Қайрат Алматы футзал клубы) é clube de futebol de salão cazaque da cidade de Almaty. Nos últimos anos, vem se tornando uma das equipes mais fortes da Europa, devido ao bom desempenho nos torneios continentais.

## História
O clube foi fundado em 1995, sob o nome de Kaynur. Seu primeiro resultado de expressão foi em 1997, com o vice-campeonato da Copa do Cazaquistão, dois anos mais tarde, obtém o título do torneio vencendo o Karaganda na final, na temporada seguinte se torna bicampeão da competição. A primeira conquista da Premier League Cazaque veio após a mudança de nome em 2003/04. Posteriormente, conta com a entrada de muitos brasileiros em seu elenco, tanto jogadores como treinadores, fato que perdura até os dias atuais.
Firmado hegemonicamente como a melhor agremiação da modalidade em seu país, passa a concentrar seus esforços nas competições europeias, disputando a primeira UEFA Futsal Cup em 2004/05. Nas épocas de 2005/06 e 2007/08, alcança as semifinais, já em 2008/09 e 2010–11 detém o terceiro lugar.
Em 2013, a experiência alcançada nos certames anteriores mostrou-se decisiva já que a agremiação se torna campeã da UEFA Futsal Cup 2012–13, vencendo o Dínamo Moscou na final.

## Títulos

### Intercontinentais
- Copa Intercontinental de Futsal: 1 (2014)

### Continentais
- UEFA Futsal Cup: 2 (2012-13) e (2014-15)

### Nacionais
- Campeonato Cazaque de Futsal: 9 (2003-04), (2004-05), (2005-06), (2006-07), (2007-08), (2009-10), (2010-11), (2011-12), (2012-13)
- Copa do Cazaquistão de Futsal: 8 (1999-2000), (2000-01), (2004-05), (2005-06), (2006-07), (2007-08), (2008-09), (2009-10)

## Elenco atual
Última atualização: 10 de janeiro de 2014.
Legenda
- : Capitão
- : Jogador lesionado
- : Jogador suspenso